# Latisternum simile
Latisternum simile là một loài bọ cánh cứng trong họ Cerambycidae.